# Bahnstrecke Termiz–Kharlachi
| Streckenlänge: | ca. 660 km               |                                       |                                       |
| Spurweite: | 1520 mm (Russische Spur) |                                       |                                       |
| |                          |                                       |                                       |
| \| \| \| Bahnstrecke Duschanbe–Termiz \| \| \| \| \| Bahnstrecke Kulob–Termiz \| \| \| \| \| Bahnstrecke Türkmenabad–Termiz \| \| \| \| 0 \| Termiz \| Termiz \| \| \| \| Galaba \| \| \| \| \| Amudarja Usbekistan / Afghanistan \| \| \| \| ca. 10 \| Hairatan \| Hairatan \| \| \| \| Jaira Tan \| \| \| \| \| Taza Omid \| \| \| \| \| Naibabat \| \| \| \| \| \| \| \| \| \| Masar-e Scharif \| \| \| \| ca. 85 \| Flughafen Masar-e Scharif (Gur-e Mar) \| Flughafen Masar-e Scharif (Gur-e Mar) \| \| \| \| Aybak \| \| \| \| \| Pol-e Chomri \| \| \| \| \| Kayan \| \| \| \| \| Doab-Mikh-Zarrin \| \| \| \| \| Shash Pul \| \| \| \| \| Maidan Shahr[Anm. 1] \| \| \| \| \| Lugar[Anm. 2] \| \| \| \| \| Gardez \| \| \| \| \| Afghanistan / Pakistan \| \| \| \| \| Kharlachi \| \| \| \| \| \| \| \| Quellen: [1] \| \| \| \| |                          |                                       |                                       |
| Strecke |                          | Bahnstrecke Duschanbe–Termiz          | Bahnstrecke Duschanbe–Termiz          |
| Abzweig geradeaus und von links |                          | Bahnstrecke Kulob–Termiz              | Bahnstrecke Kulob–Termiz              |
| Abzweig geradeaus und von rechts |                          | Bahnstrecke Türkmenabad–Termiz        | Bahnstrecke Türkmenabad–Termiz        |
| Bahnhof | 0                        | Termiz                                | Termiz                                |
| Dienststation / Betriebs- oder Güterbahnhof |                          | Galaba                                | Galaba                                |
| Grenze auf Brücke über Wasserlauf |                          | Amudarja Usbekistan / Afghanistan     | Amudarja Usbekistan / Afghanistan     |
| Dienststation / Betriebs- oder Güterbahnhof | ca. 10                   | Hairatan                              | Hairatan                              |
| Dienststation / Betriebs- oder Güterbahnhof |                          | Jaira Tan                             | Jaira Tan                             |
| Dienststation / Betriebs- oder Güterbahnhof |                          | Taza Omid                             | Taza Omid                             |
| Dienststation / Betriebs- oder Güterbahnhof |                          | Naibabat                              | Naibabat                              |
| Strecke von links · Abzweig ehemals geradeaus und nach rechts |                          |                                       |                                       |
| Dienststation / Betriebs- oder Güterbahnhof · Strecke (außer Betrieb) |                          | Masar-e Scharif                       | Masar-e Scharif                       |
| Betriebs-/Güterbahnhof Streckenende · Strecke (außer Betrieb) | ca. 85                   | Flughafen Masar-e Scharif (Gur-e Mar) | Flughafen Masar-e Scharif (Gur-e Mar) |
| Bahnhof (Strecke außer Betrieb) |                          | Aybak                                 | Aybak                                 |
| Bahnhof (Strecke außer Betrieb) |                          | Pol-e Chomri                          | Pol-e Chomri                          |
| Bahnhof (Strecke außer Betrieb) |                          | Kayan                                 | Kayan                                 |
| Bahnhof (Strecke außer Betrieb) |                          | Doab-Mikh-Zarrin                      | Doab-Mikh-Zarrin                      |
| Bahnhof (Strecke außer Betrieb) |                          | Shash Pul                             | Shash Pul                             |
| Bahnhof (Strecke außer Betrieb) |                          | Maidan Shahr                          | Maidan Shahr                          |
| Bahnhof (Strecke außer Betrieb) |                          | Lugar                                 | Lugar                                 |
| Bahnhof (Strecke außer Betrieb) |                          | Gardez                                | Gardez                                |
| Grenze (Strecke außer Betrieb) |                          | Afghanistan / Pakistan                | Afghanistan / Pakistan                |
| Kopfbahnhof Streckenende (Strecke außer Betrieb) |                          | Kharlachi                             | Kharlachi                             |
| |                          |                                       |                                       |
| Quellen: |                          |                                       |                                       |

Die Bahnstrecke Termiz–Kharlachi ist ein grenzüberschreitendes Eisenbahnprojekt zwischen Usbekistan, Afghanistan und Pakistan.

## Geschichte
Als erster Abschnitt der Strecke entstand die Bahnstrecke Termiz–Masar-e Scharif als eine etwa fünfzehn Kilometer lange Verbindung von Termiz in Usbekistan nach Hairatan in Afghanistan, die während der sowjetischen Invasion zu Anfang der 1980er-Jahre den militärischen Nachschub erleichtern sollte. Die Strecke wurde 2009/2010 um 75 km bis zum Flughafen Masar-e Scharif verlängert.

## Stand der Planung
Noch vor dem Umsturz von 2021 in Afghanistan vereinbarten Usbekistan, Afghanistan und Pakistan am 2. Februar 2021 in Taschkent ein Abkommen über Planung und Bau einer 573 Kilometer langen Strecke zwischen den drei Staaten und setzten eine gemeinsame Arbeitsgruppe ein, die das Projekt vorbereitet. Damals wurde von einer Streckenführung über Kabul mit dem Endpunkt Peschawar ausgegangen. Das Vorhaben wurde von der neuen afghanischen Regierung in einer Kabinettsitzung am 18. Januar 2022 bestätigt. Die technische Führung des Projekts liegt bei Russland. Über die dafür vorgesehene Spurweite wurde nichts bekannt, allerdings ist die russische Breitspur von 1520 mm wahrscheinlich.
Ab Mitte 2022 wurde mit national gemischten Teams eine Trasse prospektiert. Ergebnis war eine Linienführung, die nordöstlich von Masar-i-Scharif, in Nayeb Abad (auch: Na‘ebabad), von der Bahnstrecke Termiz–Masar-e Scharif abzweigt, westlich an Kabul vorbeiführt und den Zielbahnhof Kharlachi in Pakistan vorsieht. Dort besteht auf pakistanischer Seite noch kein Bahnanschluss. Diese Variante soll eine Länge von 660 km haben und ist für Personen- und Güterverkehr vorgesehen. Am 18. Juli 2023 schlossen die drei beteiligten Staaten ein Abkommen über den Bau der Strecke. Eine Fertigstellung ist für 2030  angestrebt.